# Партія європейських лівих
Партія європейських лівих (англ. Party of the Euopean left) — політична партія, яка діє на теренах Європи та бере участь у виборах до Європейського парламенту.

## Історія створення
У червні 1998 року представники лівих соціалістичних, комуністичних і червоно-зелених партій в Європейському Союзі зустрілися у Берліні напередодні виборів 1999 року до Європейського парламенту, щоб подумати про нові форми і способи співпраці.
Багато європейських лівих, після фази складної політичної переорієнтації в результаті потрясінь 1989/1990, прийшли до висновку, що настав час для більш конкретної співпраці.
У результаті цієї зустрічі, тринадцять європейських лівих партій зібралися в Парижі в січні 1999 року і вперше розробили звернення про європейські вибори, звертаючись до всіх людей, що живуть в ЄС. У ньому ліві партії сформулювали загальні цілі і ключові ідеї для вирішення соціальних, екологічних проблем та демократичної, мирної і солідарної Європи, а також план спільних цілей для їхньої співпраці у рамках ЄС. На основі виборів в червні 1999 року, що входили в союз групи Організації Об'єднаних європейських лівих / Nordic Зелені ліві (Gauche Unifiée Européenne / Nordic Зелені ліві, скор. GUE / NGL) була утворена фракція у Європейському парламенті.